# بوتسوانا
بوتسوانا یا باتسوانا (به انگلیسی: Botswana، /bɒtˈswɑ:nə/) با نام رسمی جمهوری بوتسوانا (در زبان تسوانا: Lefatshe la Botswana; انگلیسی: Republic of Botswana) کشوری محصور در خشکی واقع در جنوب قاره آفریقا است.
بوتسوانا از شمال، شمال باختری و باختر با نامیبیا و از شمال خاوری و خاور با زیمبابوه و از خاور، جنوب خاوری، جنوب و جنوب باختری با آفریقای جنوبی مرز مشترک دارد.
پایتخت آن گابورون است. این کشور از زمان استقلالش یعنی از تاریخ ۳۰ سپتامبر ۱۹۶۶ انتخابات آزاد و عادلانه‌ای را برگزار کرده‌است.
جمعیت بوتسوانا دو میلیون نفر و زبان رسمی آن انگلیسی است. زبان تسوانا نیز در این کشور رواج زیادی دارد. ۷۱٫۶ درصد از مردم این کشور مسیحی هستند. این کشور که پیش از این با نام «بـِچوآنالند» تحت‌الحمایه بریتانیای کبیر بود به دریاهای آزاد جهان راه ندارد. بچوآنالند پس از استقلالی که در چهارچوب اتحادیه کشورهای همسود یافت، نام بوتسوانا را برای خود برگزید.
بوتسوانا کشوری صاف و هموار است و ۷۰ درصد از آن در بیابان کالاهاری قرار گرفته‌است و یکی از کمترین تراکم‌ها را از نظر جمعیت در میان کشورهای جهان دارد. جمهوری بوتسوانا در زمان استقلالش از بریتانیا یکی از فقیرترین کشورهای آفریقا به‌شمار می‌آمد اما تا پیش از بحران اقتصادی ۲۰۰۸ جهان، یکی از سریع‌ترین رشدهای اقتصادی در جهان را داشت. اقتصاد این کشور بیشتر بر صنعت الماس تکیه دارد. واحد پول بوتسوانا، پولا با واحد جزء «تبه» نام دارد.
بوتسوانا پوشش آموزش ابتدایی را کامل کرده‌است، که یک موفقیت نادر در آفریقا است. بوتسوانا از کشورهای عضو اتحادیهٔ آفریقا است.

## تاریخ
بوتسوانا را گهواره تمدن آفریقا لقب داده‌اند. اولین قبیله‌ای که در بوتسوانای کنونی سکنی گزید، قبیلهٔ سان نام داشت، پس از آن این منطقه به زیستگاه قوم تسوانا تبدیل شد که وجه تسمیهٔ این کشور نیز به دلیل نام قوم تسواناست که در این منطقه ساکن بودند. در سال ۱۸۲۰ قبایل زولو و در سال ۱۸۷۰ بوئرها به منطقهٔ بوتسوانا دست اندازی کردند و تا سال ۱۸۸۰ از مهم‌ترین عوامل ناامنی منطقه بودند. در سال ۱۸۸۵ بوتسوانا به صورت تحت‌الحمایهٔ بریتانیا درآمد و «بچوانالند» نام گرفت. در سال ۱۹۶۱ بریتانیا به بوتسوانا قانون اساسی اعطا کرد که برگرفته از قوانین اساسی خود بریتانیا بود. بوتسوانا در سال ۱۹۶۵ دارای خودگردانی شد و یک سال بعد در ۳۰ سپتامبر ۱۹۶۶ از بریتانیا اعلام استقلال کرد.
بوتسوانا از معدود کشورهای آفریقایی با جغرافیای مناسب برای تحکیم قدرت دولت-ملت است. جمعیت در بخش شرقی کشور متمرکز است، جایی که مرکز کشور یعنی گابورون قرار دارد. بوتسوانا یک دموکراسی چندحزبی است، اگر چه کشور تحت حزب دموکراتیک بوتسوانا اداره شده‌است از سال ۱۹۶۵ هر ۵ سال یک بار انتخابات برگزار می‌شود. رسانه‌ها آزادند و هیچ زندانی سیاسی وجود ندارد.
عوارض خارجی جنگ‌های داخلی کشورهای همسایه متوجه این کشور شده و یک جریان ثابت پناهندگان به این کشور نظم اجتماعی را مورد تهدید قرار داده‌است.

## سیاست

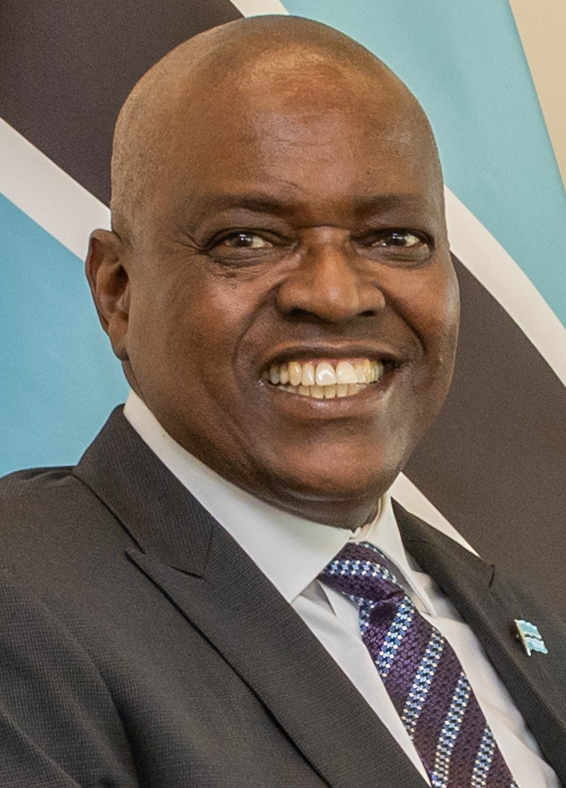
موکگویتسی ماسیسی، رئیس‌جمهور فعلی بوتسوانا

رئیس‌جمهور در بوتسوانا هم رئیس حکومت است و هم رئیس دولت و قدرت اجرایی کشور را در دست دارد. قدرت قانون‌گذاری در کشور بین مجلس و دولت تقسیم شده‌است. قوه قضائیه در این کشور از بخش‌های قانون‌گذاری و اجرایی جداست و استقلال دارد.
حزب دموکراتیک بوتسوانا در همه انتخاباتی که از زمان استقلال این کشور از استعمار انگلستان در سال ۱۹۶۶ برگزار شده، پیروز شده‌است.
در ۱ آوریل ۱۹۹۸ میلادی فستوس موگائه که دکترای اقتصاد از دانشگاه آکسفورد بریتانیا داشت به سمت رئیس‌جمهور بوتسوانا برگزیده شد و تا سال ۲۰۰۸ در این منصب بود.
یان خاما، رئیس‌جمهور پیشین بوتسوانا یک نظامی بود که در انگلیس آموزش دیده‌ بود. رئیس جمهور فعلی این کشور، موکگویتسی ماسیسی است که از سال ۲۰۱۸ عهده دار این مسئولیت است.
بوتسوانا نهادهای قبیله‌ای پیش از دوران استعمار داشته‌است که مشارکت همگان را تشویق می‌کرد و محدودیتی برای برگزیدگان سیاسی وضع می‌کرده‌است. افراد معمولی اجازه داشتند پیشنهاد دهند و بزرگ قبیله را نقد کنند. استعمار بریتانیا به دلیل ماهیت پیرامونی بوتسوانا در ارتباط با امپراتوری بریتانیا اثر محدودی بر این نهادهای پیش از استعمار داشت. در زمان استقلال، بزرگان قبیله و رمه‌داران از نظر سیاسی نیرومند بودند و در جهت منافع اقتصادی آنان بود که حقوق مالکیت را حفظ و قانونی می‌کردند.
پس از استقلال حق و حقوق معادن الماس از قبایل «بنگ واتو» به کنترل ملی منتقل شد و این انتقال ابتدا به وسیله رهبر پس از استقلال «سرتسه خاما» که خود یک عضو قبیله بنگ واتو بود صورت گرفت. کاهش قدرت رهبران قبایل از دیگر تصمیم‌های رهبران سیاسی بوتسوانا بود.

## جغرافیا

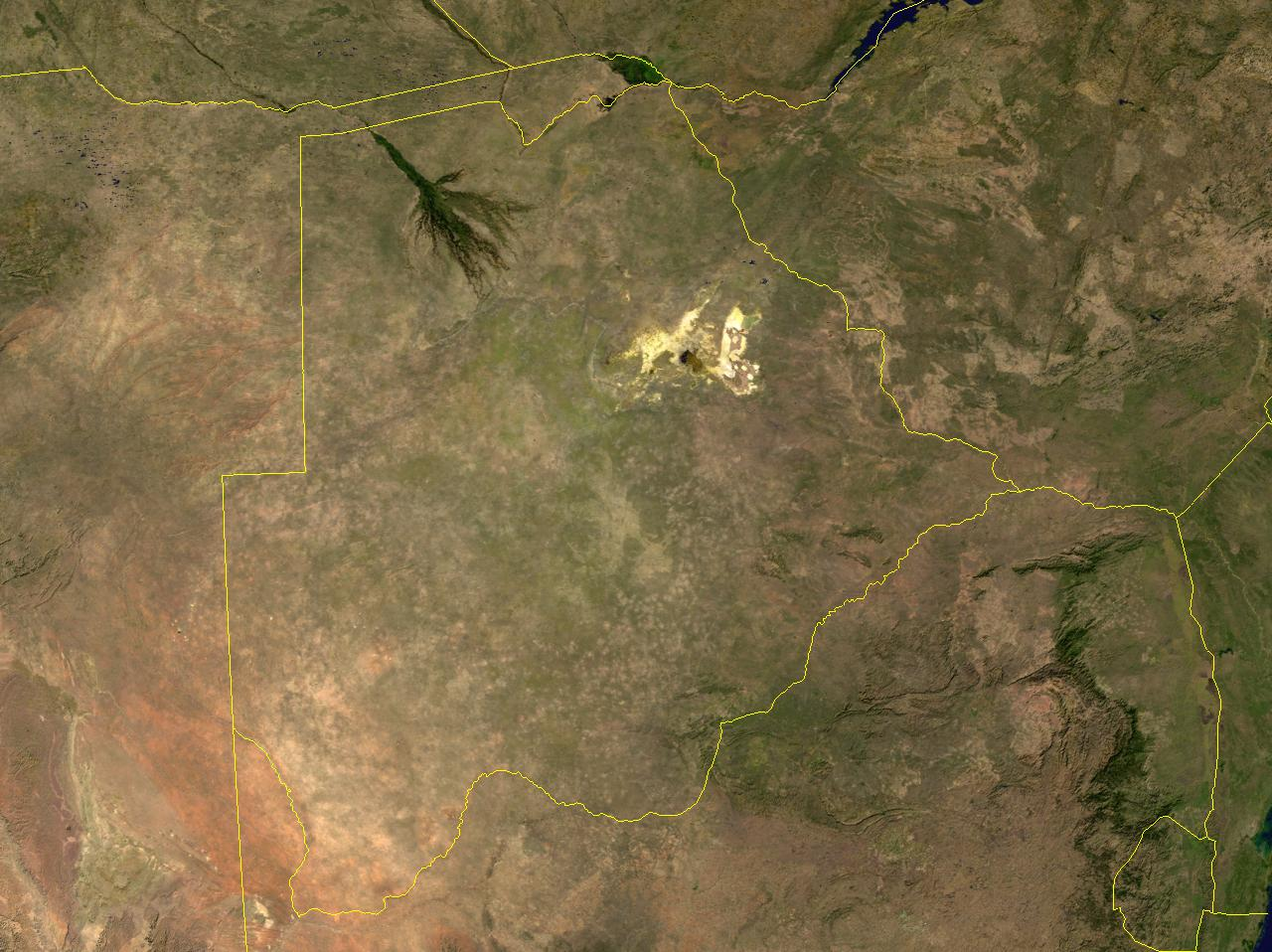
تصویربرداری ماهواره‌ای از نقشه بوتسوانا

جمهوری بوتسوانا کشوری است واقع در جنوب آفریقا، شمال آفریقای جنوبی، شرق نامیبیا و غرب زیمبابوه. پایتخت این کشور شهر گابورون با ۲۰۸٬۴۱۱ نفر جمعیت می‌باشد. مساحت بوتسوانا ۶۰۰٬۳۷۰ کیلومتر مربع و جمعیت آن ۲٬۳۳۲٬۰۰۰ نفر می‌باشد.
۸۴٪ خاک بوتسوانا را صحرای سوزان کالاهاری دربر گرفته‌است بدین ترتیب نیمهٔ غربی بوتسوانا را بیابان خشک شامل می‌شود. شرق بوتسوانا نیز تپه‌زار است و شمال این کشور نیز دریاچه‌های نمک فرا گرفته‌است.
بزرگ‌ترین دلتای درون‌سرزمینی جهان به نام دلتای اوکاوانگو در این کشور قرار دارد.
بخشی از حوضه آبریز رود لیمپوپو که از زمین‌چهرهای اصلی جنوب قاره آفریقا است در بوتسوانا قرار گرفته‌است. سد گابورون که بر یکی از شاخه‌های این رود به نام نوتوانه ساخته شده، آب پایتخت را تأمین می‌کند. رود چوبه که در شمال کشور واقع شده، در ناحیه کاپریوی، مرزی طبیعی میان بوتسوانا و نامیبیا ایجاد کرده‌است. رود چوبه در محلی به نام کازونگولا به رود زامبزی می‌پیوندد.
بوتسوانا شرایط بدی برای کشاورزی دارد و تنها در حدود ۴ درصد زمین به سادگی کشت می‌شود. عمده مساحت کشور در بیابان کالاهاری است که فقط مناسب برای چرا در تابستان است (تقریباً تمام بارندگی در ماه‌های تابستان صورت می‌گیرد). وضعیت آب و هوایی آن استوایی است.
این کشور با دو چالش زیست‌محیطی یعنی خشکسالی و بیابان‌زایی روبه‌رو است و به خاطر خشکسالی‌های شدید، ۷۵ درصد از مردمش به آب‌های زیرزمینی وابسته شده‌اند. تنها کمتر از ۵ درصد از کشاورزی این کشور با کشت بارانی صورت می‌گیرد.
از مهم‌ترین شهرهای بوتسوانا می‌توان به فرانسیس تاون ۱۱۳٬۳۱۵ نفر، موله پولوله ۶۹٬۷۸۹ نفر، سلبی پیکوه ۴۹٬۸۴۹ نفر و مائون ۳۰٬۰۰۰ نفر اشاره کرد.
شهرهای بزرگ:
- گابورون (Gaborone)
- جواننگ (Jwaneng)
- لوباتسه (Lobatse)
- سلبی پیکوه (Selebi-Pikwe)
- فرانسیس تاون (Francistown)

## تقسیمات کشوری

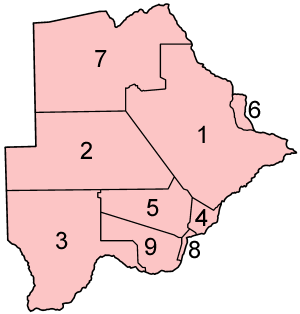
نقشه تقسیمات کشوری بوتسوانا

کشور بوتسوانا دارای ۹ ناحیه و ۵ شورای شهر می‌باشد:
1. مناطق مرکزی (Central)
2. گانزی (Ghanzi)
3. کگالاگادی (Kgalagadi)
4. کگاتلنگ (Kgatleng)
5. کوننگ (Kweneng)
6. مناطق شمال شرقی (Northeast)
7. مناطق شمال غربی (Northwest)
8. مناطق جنوب شرقی (Southeast)
9. مناطق جنوبی (Southern)

## اقتصاد

نمودار رشد توسعه ناخالص داخلی بوتسوانا از سال ۱۹۵۰ تا ۲۰۱۸

کشور بوتسوانا دارای بیشترین معادن الماس در دنیاست و رتبهٔ اول کشورهای صادر کنندهٔ الماس را در اختیار دارد.
جمهوری بوتسوانا در زمان استقلالش از بریتانیا یکی از فقیرترین کشورهای آفریقا به‌شمار می‌آمد اما پس از استقلال به یکی از سریع‌ترین رشدهای اقتصادی در جهان دست یافت. اما بحران اقتصاد جهانی از سال ۲۰۰۸، موجب کاهش درخواست الماس و کاهش رشد اقتصادی شد و کاهش درآمد مردم بر برنامه‌های اجتماعی دولت تأثیر گذاشت.
اقتصاد بوتسوانا وابستگی زیادی به اقتصاد کشور آفریقای جنوبی دارد و فعالیت‌های آن بیشتر در زمینه صنعت معدن (بویژه الماس)، دامداری و گردشگری است.
صادرات این کشور شامل الماس، مس، نیکل، گوشت و منسوجات است که به کشورهای عضو اتحادیه تجارت آزاد اروپا (۸۷ درصد)، آفریقای جنوبی (۷ درصد) و زیمبابوه (۴ درصد) صادر می‌شود.

واردات این کشور شامل مواد غذایی، ماشین‌آلات، محصولات الکترونیک، تجهیزات حمل و نقل، منسوجات، سوخت و محصولات پتروشیمی، چوب و کاغذ، آهن و محصولات فلزی است که از کشورهای آفریقای جنوبی (۷۴ درصد)، اتحادیه تجارت آزاد اروپا (۱۷ درصد) و زیمبابوه (۴ درصد) وارد می‌شود.

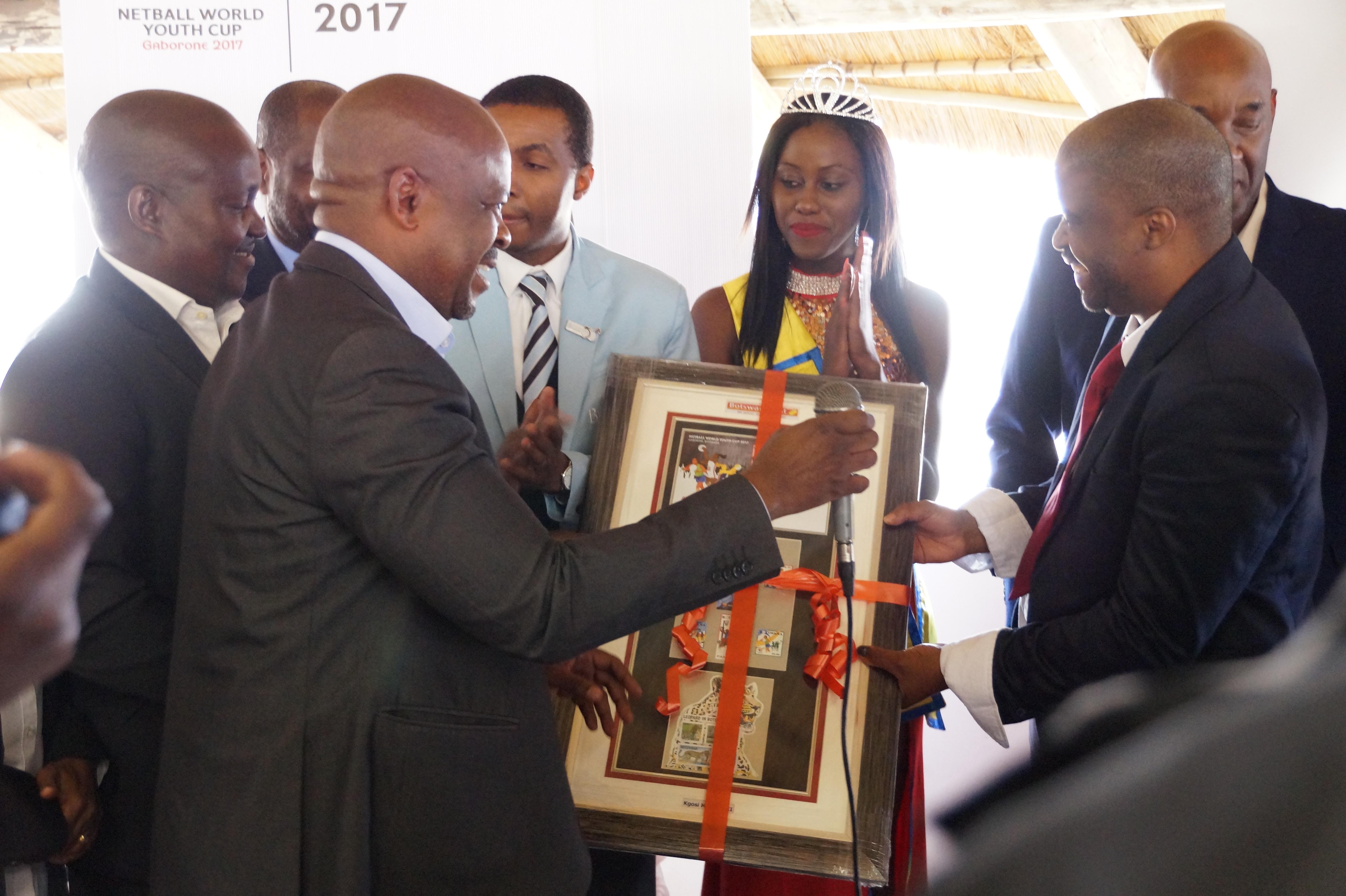
رونمایی از استامپ جدید بوتسواناپست

خشکسالی ۵ ساله نیمه دهه ۱۹۸۰ با هر استانداردی بسیار شدید بود و سایر خشکسالی‌های جدی به‌طور منظم کشور را تکان داده‌است.
از سال ۱۹۸۲ تا ۱۹۸۷، بوتسوانا از یک خشکسالی بی رحمانه که به شدت بر مردم فقیر روستایی تأثیر گذاشت رنج برد.
تولید ناخالص داخلی بوتسوانا ۲۴٫۱۴ میلیارد دلار است. ۲۸۸ هزار و ۴۰۰ نفر نیروی کار این کشور را تشکیل می‌دهند. نرخ بیکاری در این کشور ۲۳٫۸ درصد است.
بر اساس آمارهای سال ۲۰۰۳ میلادی ۳۰٫۳ درصد از مردم این کشور زیر خط فقر زندگی می‌کنند. نرخ تورم آن ۷٫۲ درصد است.
در این کشور ۱۳۶ هزار و ۹۰۰ خط تلفن ثابت و ۹۷۹ هزار و ۸۰۰ خط تلفن همراه وجود دارد. بوتسوانا پنج هزار و ۸۲۰ میزبان اینترنت و ۶۰ هزار کاربر اینترنت دارد.

## دامپروری
بر اساس گزارش فائو در سال ۲۰۱۹ تعداد دام زنده موجود در بوتسوانا به این شرح بوده‌است:
گاو(۱٬۱۰۰٬۰۰۰) - بز(۱٬۳۷۶٬۰۰۰) - گوسفند(۱۷۲٬۰۰۰)

## مردم

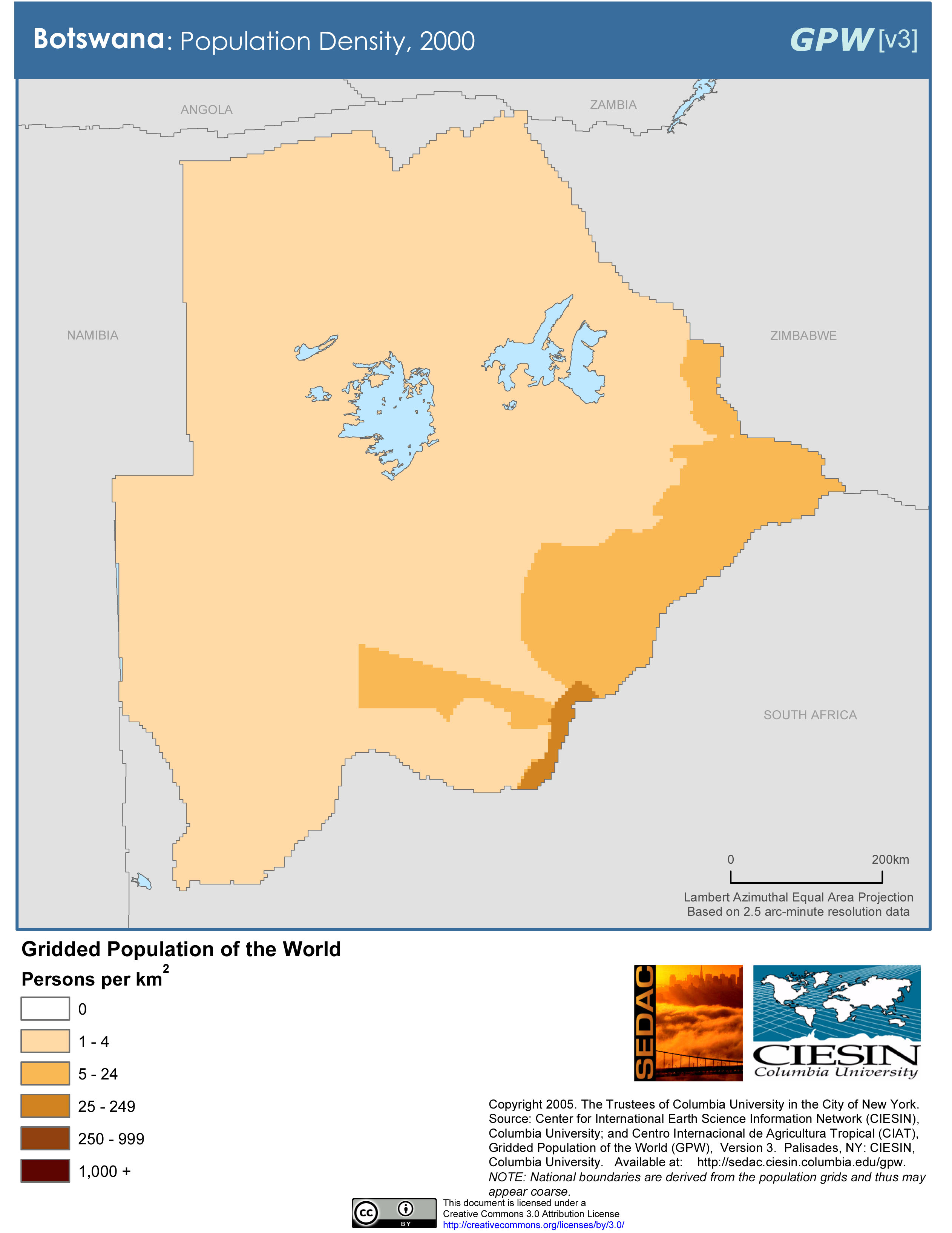
نقشه تراکم جمعیت بوتسوانا

جمعیت این کشور دو میلیون و ۳۳۲ هزار نفر است. زبان رسمی این کشور انگلیسی است و زبان تسوانا نیز که رواج زیادی دارد رسمیت دارد.
کالانگا، ساروا و ندبله و در برخی نقاط زبان آفریکانس نیز صحبت می‌شوند. بزرگ‌ترین قوم این کشور قوم تسوانا است که نام این کشور هم از نام همین قوم گرفته شده‌است. نژاد ۷۹٪ بوتسوانایی‌ها، تسوانا، ۱۱٪ کالانگا، ۳٪ باساروا و ۷٪ نیز کگالاگادی و سفید هستند.
| دین در بوتسوانا | دین در بوتسوانا | دین در بوتسوانا | دین در بوتسوانا | دین در بوتسوانا |
| --------------- | --------------- | --------------- | --------------- | --------------- |
| دین             | دین             |                 | درصد            | درصد            |
| پروتستان        | پروتستان        |                 | ۶۶٪             | ۶۶٪             |
| بی‌دین           | بی‌دین           |                 | ۲۰٪             | ۲۰٪             |
| کاتولیک         | کاتولیک         |                 | ۷٪              | ۷٪              |
| دین بومی        | دین بومی        |                 | ۶٪              | ۶٪              |
| غیره            | غیره            |                 | ۱٪              | ۱٪              |

میانگین سنی جمعیت این کشور ۲۰٫۹ سال است. امید به زندگی برای زنان ۴۹٫۵۸ سال و برای مردان ۵۱٫۵۵ سال است. ۷۱٫۶ درصد از مردم این کشور مسیحی هستند. هر دو زبان انگلیسی و تسوانا زبان رسمی بوتسوانا به‌شمار می‌آیند.
بوتسوانا در سال ۲۰۰۵ در بین ۱۷۷ کشور رتبه ۱۳۱ را از نظر شاخص توسعه انسانی داشته‌است. علت پایین بودن رتبه توسعه انسانی بوتسوانا مربوط به بالا بودن مرگ‌ومیر ناشی از ایدز بوده‌است. بوتسوانا بالاترین آلودگی ناشی از ایدز را در جهان دارد. لیکن در سایر موارد، عملکرد توسعه انسانی بوتسوانا در مقایسه با کشورهای آفریقای سیاه بسیار مطلوب بوده‌است.
بر اساس آمارهای سال ۲۰۰۳ میلادی ۳۷٫۳ درصد از مردم این کشور به بیماری ایدز مبتلا هستند. بیماری ایدز شیوع بسیار گسترده‌ای در بوتسوانا دارد که تاکنون جان ده‌ها هزار نفر را در این کشور گرفته‌است، شیوع ایدز به حدی به یک همه‌گیری در بوتسوانا تبدیل شده‌است که ۳۵۰٬۰۰۰ نفر از جمعیت ۱٬۶۳۹٬۸۳۳ نفر بوتسوانا مبتلا به ویروس اچ‌آی‌وی هستند (بیش از یک پنجم جمعیت کشور).

## نگارخانه

گورخر جانور ملی بوتسوانا در نشان ملی[۱۶]
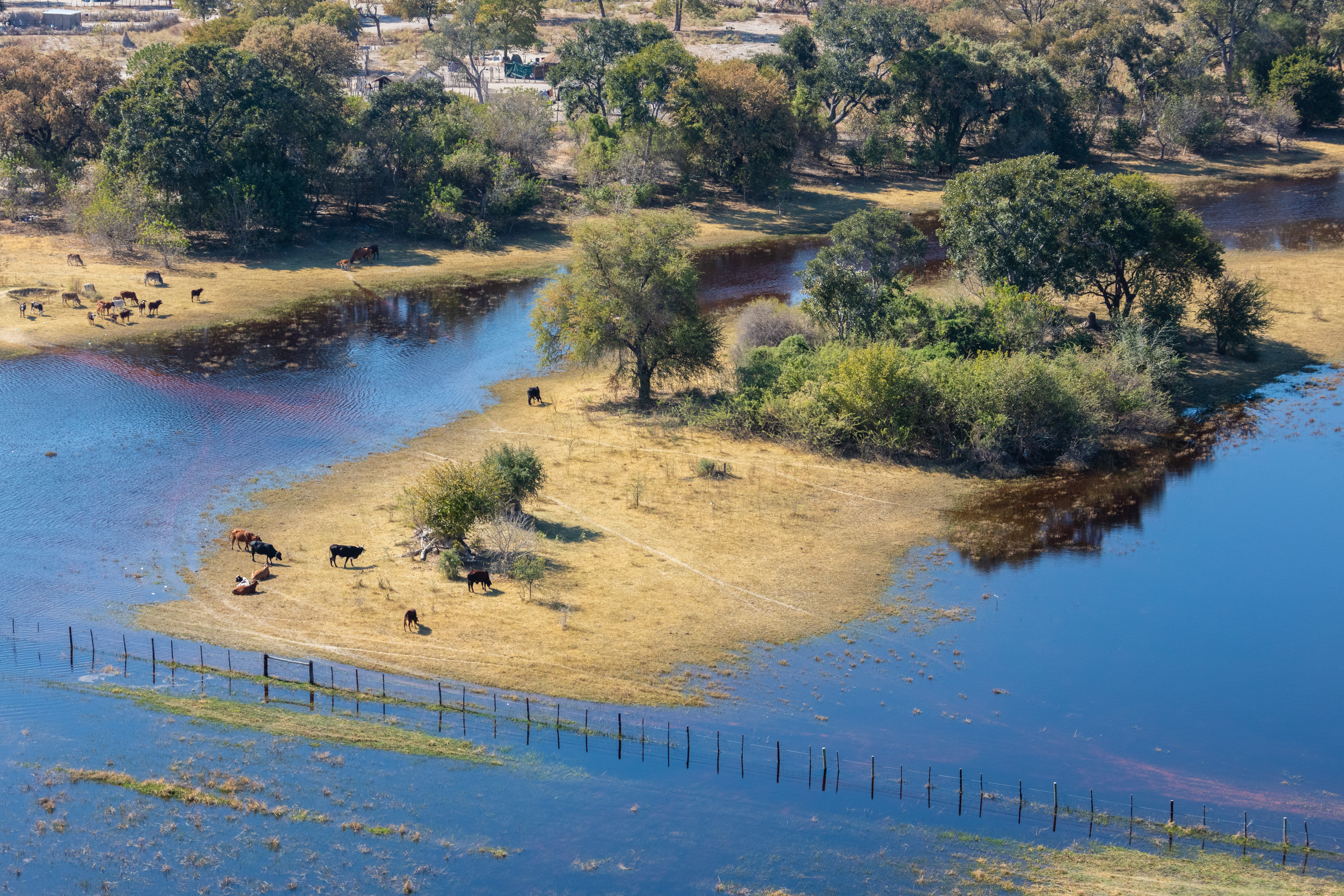
دلتای اوکاوانگو
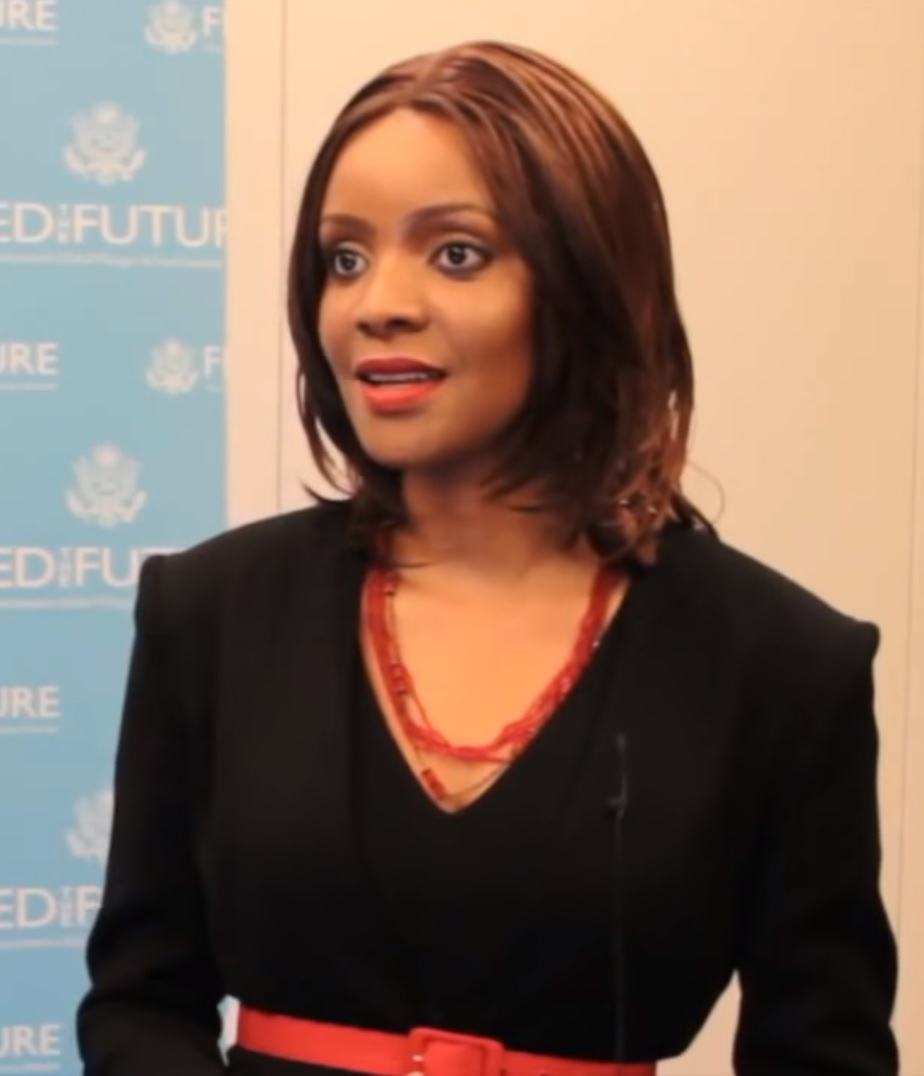
امپیول کلاگوب از مشاهیر بوتسوانا
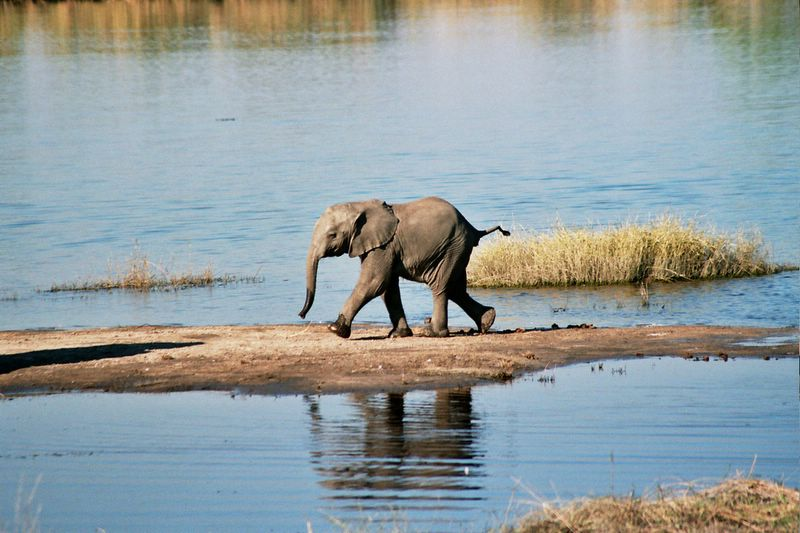
پارک ملی چوبه
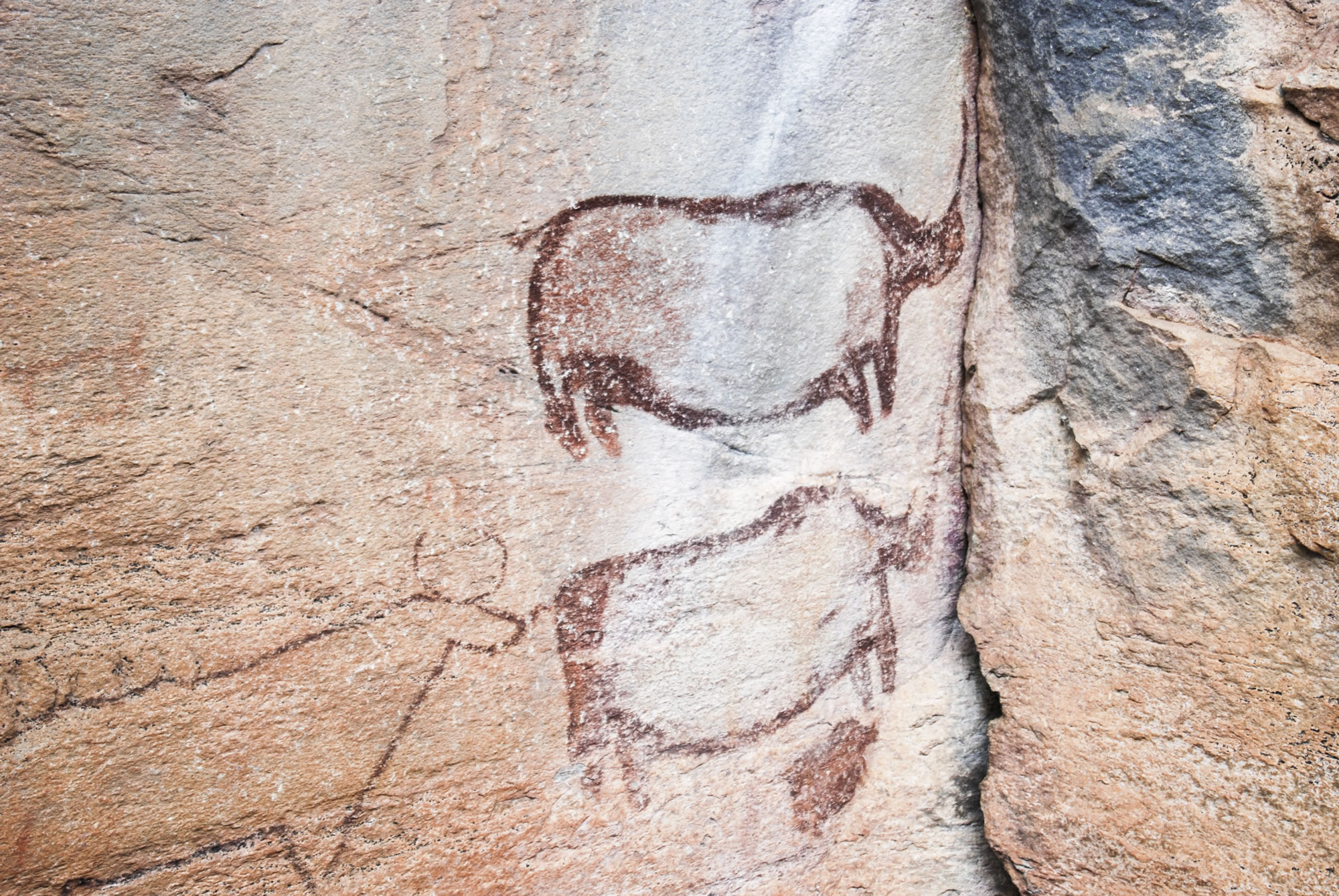
نقاشی صخره ها در سودایلو